# Rügen
Rügen (lat. Rugia) is het grootste eiland van Duitsland. Het ligt in de Oostzee en behoort tot de deelstaat Mecklenburg-Voor-Pommeren. De "toegangspoort" tot het eiland Rügen is de Hanzestad Stralsund. Het eiland, dat door de Rügendamm en de Strelasundbrug over de 2 km brede Strelasund met het vasteland is verbonden, heeft een maximale lengte van 52 km (van zuid naar noord) en een maximale breedte van 41 km in het zuiden. Het eiland meet 926 km² en telt 73.000 inwoners (2001). De kust is erg grillig door de vele bochten (Bodden of Wieken) en de vooruitspringende schiereilanden en landtongen.
Het eiland vormde samen met het eiland Hiddensee en enkele kleinere eilanden tot 2011 de Landkreis Rügen, met Bergen als hoofdplaats. Andere grote plaatsen zijn Sassnitz, Binz, Garz en Putbus.

## Geologie
Rügen behoorde samen met het Deense eiland Møn, dat aan de andere kant van de Oostzee tegenover Rügen ligt, tot een groter plateau van krijtkalk afgezet in het Maastrichtien (Late Krijtperiode), dat door tektonische bewegingen naar het aardoppervlak gedrukt werd. Het overgrote deel van deze landmassa is door erosie en aardverschuivingen weer verdwenen, alleen de beide eilanden, met hun karakteristieke krijtrotsen, bleven nog over.

## Geografie

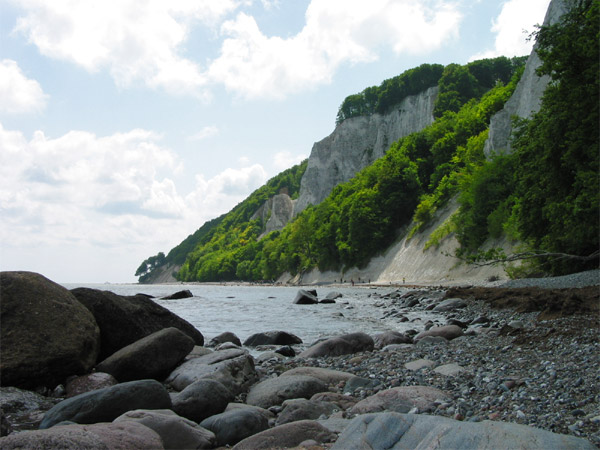
Krijtrotsen op Rügen

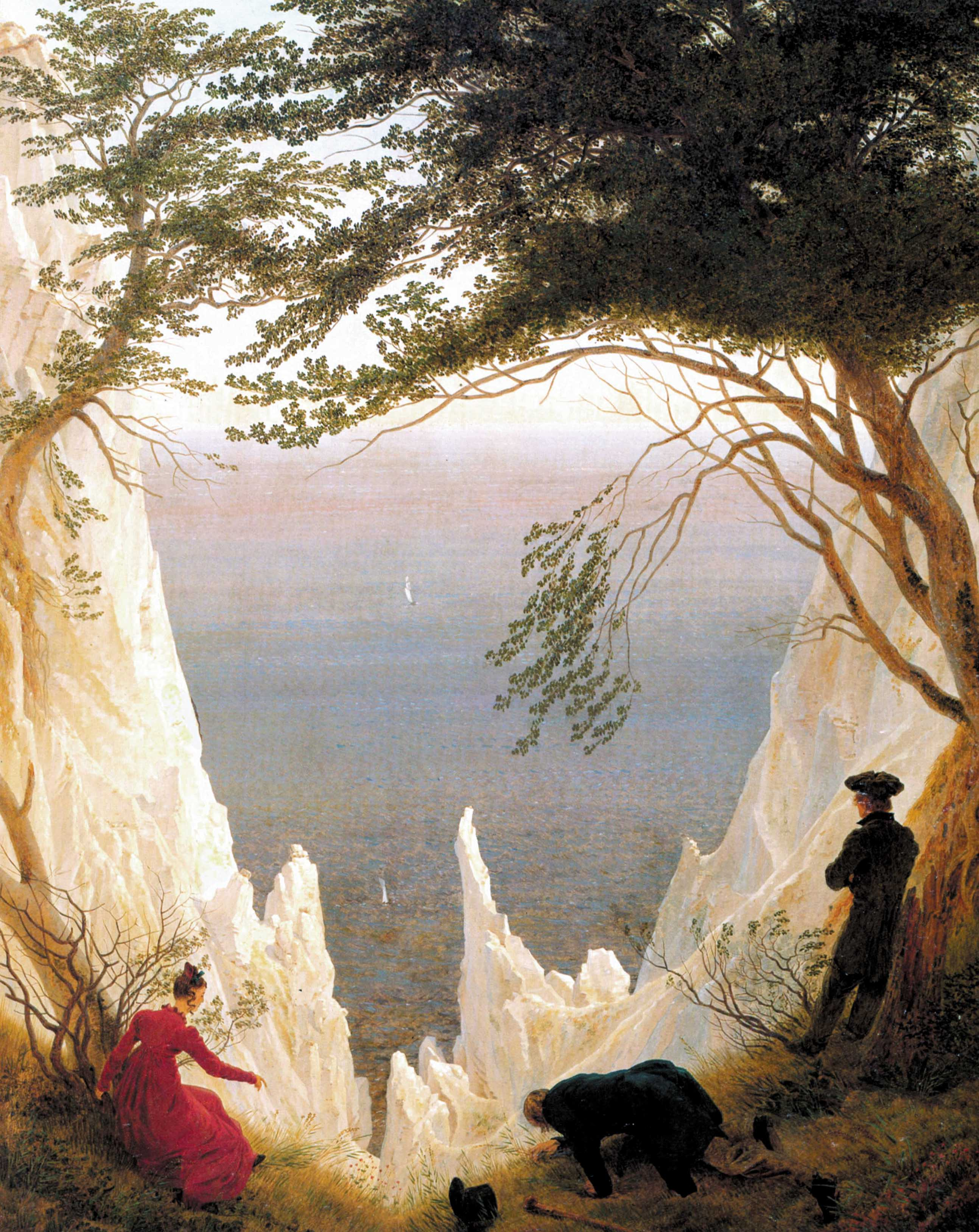
Caspar David Friedrich: Krijtrotsen op Rügen.

De bochtige zuidkust van het eiland wordt gevormd door de Rügische Bodden - het noordelijke deel van de Greifswalder Bodden. Voor de kust ligt het eiland Vilm. Aan de westzijde van deze bocht ligt het schiereiland Zudar met het zuidelijkste punt van Rügen (Palmer Ort), aan de oostzijde ligt het schiereiland Mönchgut. Dit schiereiland eindigt in het oosten bij Kap Nordperd bij Göhren en in het zuiden bij Kap Südperd bij Thiessow. In het westen van het schiereiland Mönchgut deelt een 5 km lange, smalle landtong - de Reddevitzer Höft - de beide bochten Having en Hagensche Wiek.
Het noordoosten van Rügen wordt gevormd door het schiereiland Jasmund, dat met het hoofdeiland "Muttland" verbonden is door de schoorwal Schmale Heide tussen Binz-Prora en Sassnitz-Mukran en een spoor- en wegdam bij Liettow. De Schmale Heide scheidt de Prorer Wiek van de Kleine Jasmunder Bodden. Op het schiereiland Jasmund ligt het hoogste punt van Rügen, de 161 meter hoge Piekberg, en een van de markantste punten van Rügen, de Königstuhl, een 118 meter hoge krijtrots van de Stubbenkammer. Een tweede schoorwal, de Schaabe, verbindt Jasmund met het schiereiland Wittow in het noorden van Rügen. De Schaabe scheidt de Tromper Wiek van de Grote Jasmunder Bodden. Het Schiereiland Wittow en het in het westen aansluitende lange en smalle schiereiland Bug worden van het hoofddeel van Rügen gescheiden door de Rassower Strom, de Breetzer Bodden en de Breeger Bodden. Het schiereiland Wittow wordt in het noorden afgesloten door de Kap Arkona. Een kleine kilometer verder ligt op 54° 41' N. B. het noordelijkste punt van Mecklenburg-Voor-Pommeren. Voor deze klif (Gellort) ligt de Siebenschneiderstein - de op drie na grootste zwerfkei van Rügen.
De noordwest- en westzijde van het eiland Rügen is ook grillig, maar wat vlakker. Voor de kust liggen de eilanden Hiddensee en Ummantz, en de kleinere eilanden Öhe, Liebitz en Heuwiese. Door zandaanwas en zandafkalving in de Oostzee moeten de vaargeulen ten noorden en ten zuiden van Hiddensee constant uitgebaggerd worden, anders zou Hiddensee binnen enkele jaren verbonden zijn met Rügen.
Het midden van Rügen is licht heuvelachtig en wordt voornamelijk gebruikt voor de landbouw. Oostelijk van de stad Bergen wordt een hoogte van 90 meter bereikt (Rugard met uitzichttoren) en in het zuidoostelijke heuvellandschap ligt de 107 meter hoge Granitz. De grond van Rügen is erg vruchtbaar, in het bijzonder op Wittow, de graanschuur van Rügen. Daarnaast wordt er veel kool verbouwd. Rügen is bezaaid met zwerfkeien, waarvan de 22 grootste tot de wettelijk beschermde geotopen behoren.

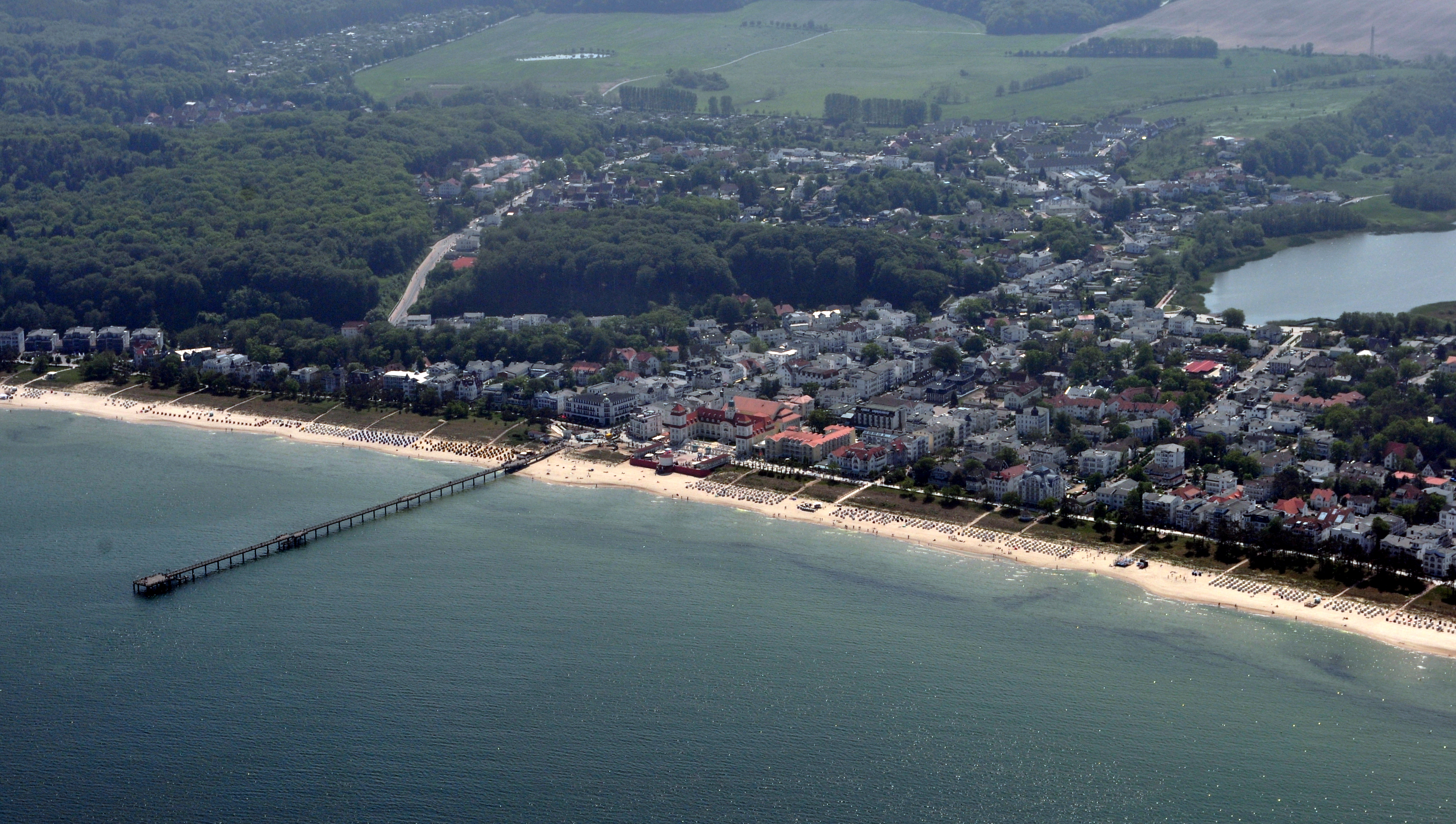
Binz
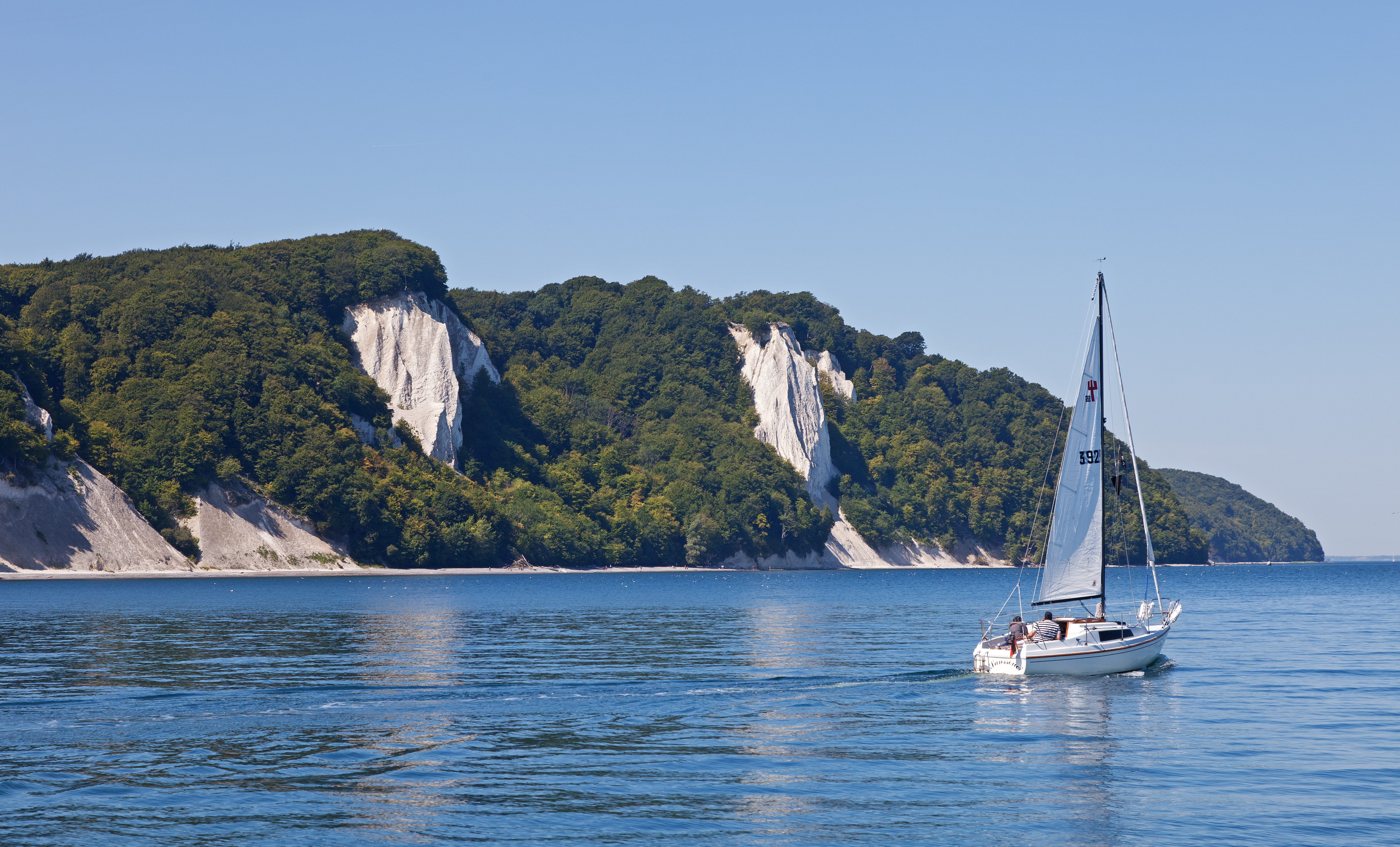
Nationalpark Jasmund
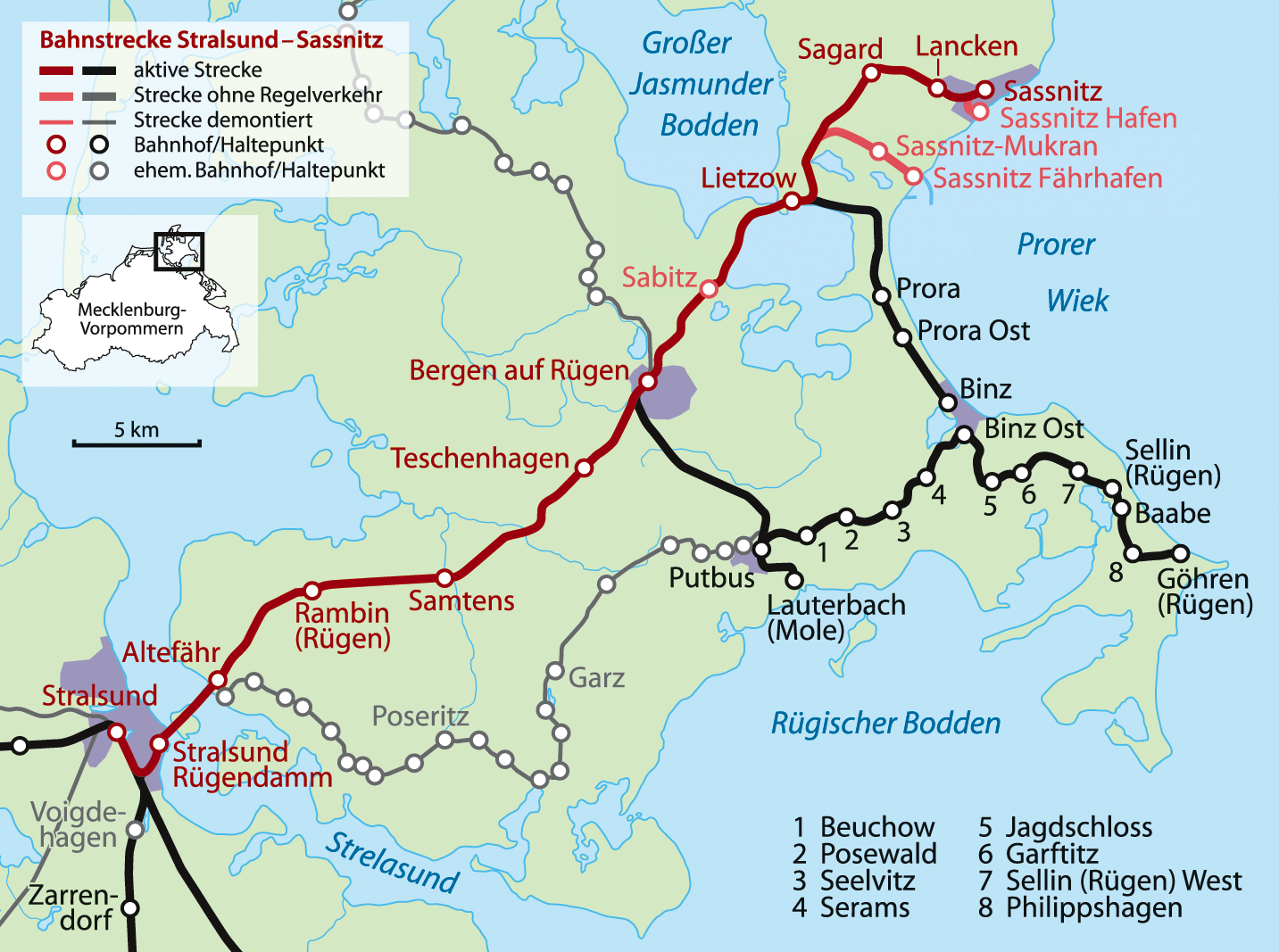
Huidige en voormalige spoorlijnen op Rügen
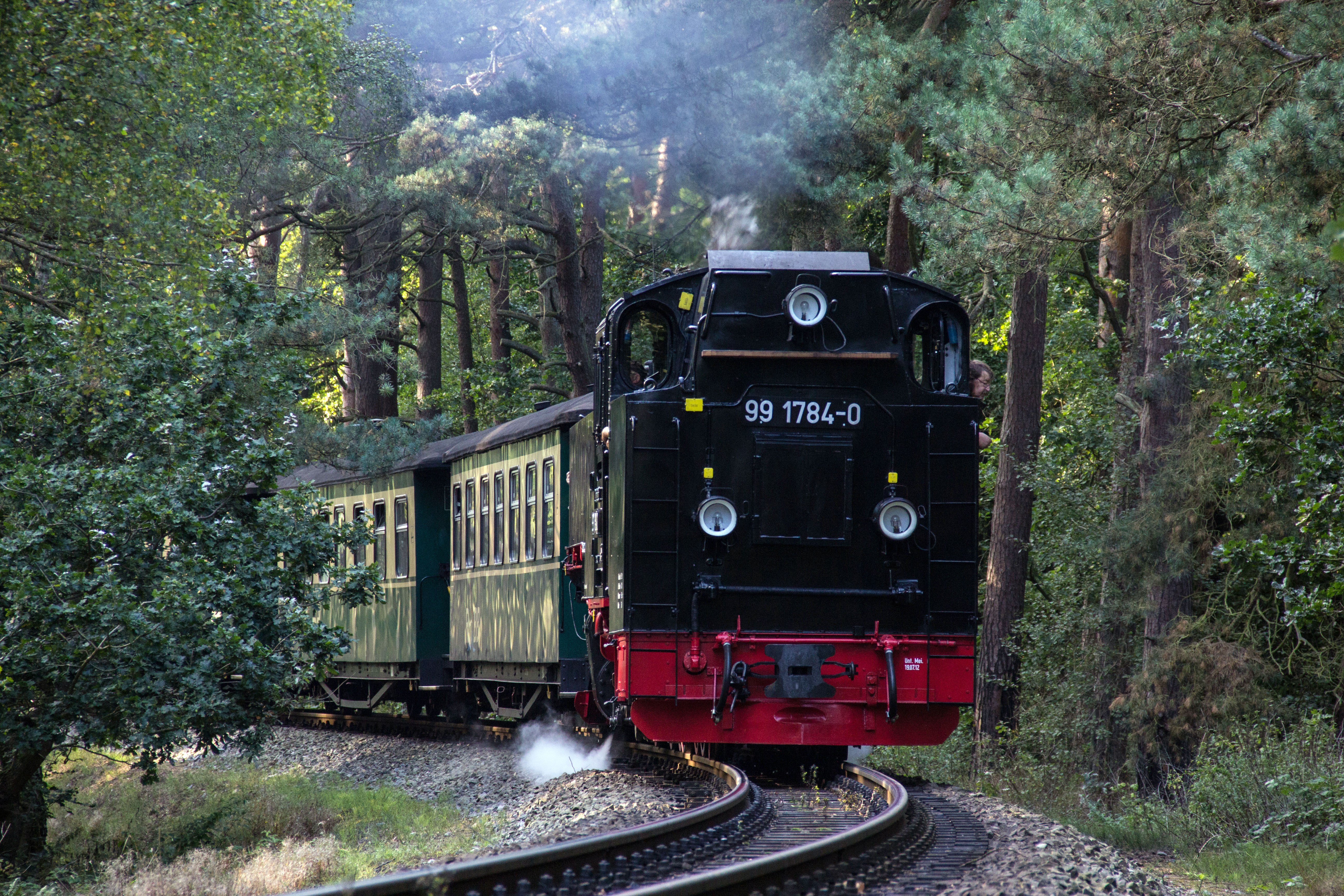
De stoomtrein Razende Roeland rijdt op Rügen (2012)
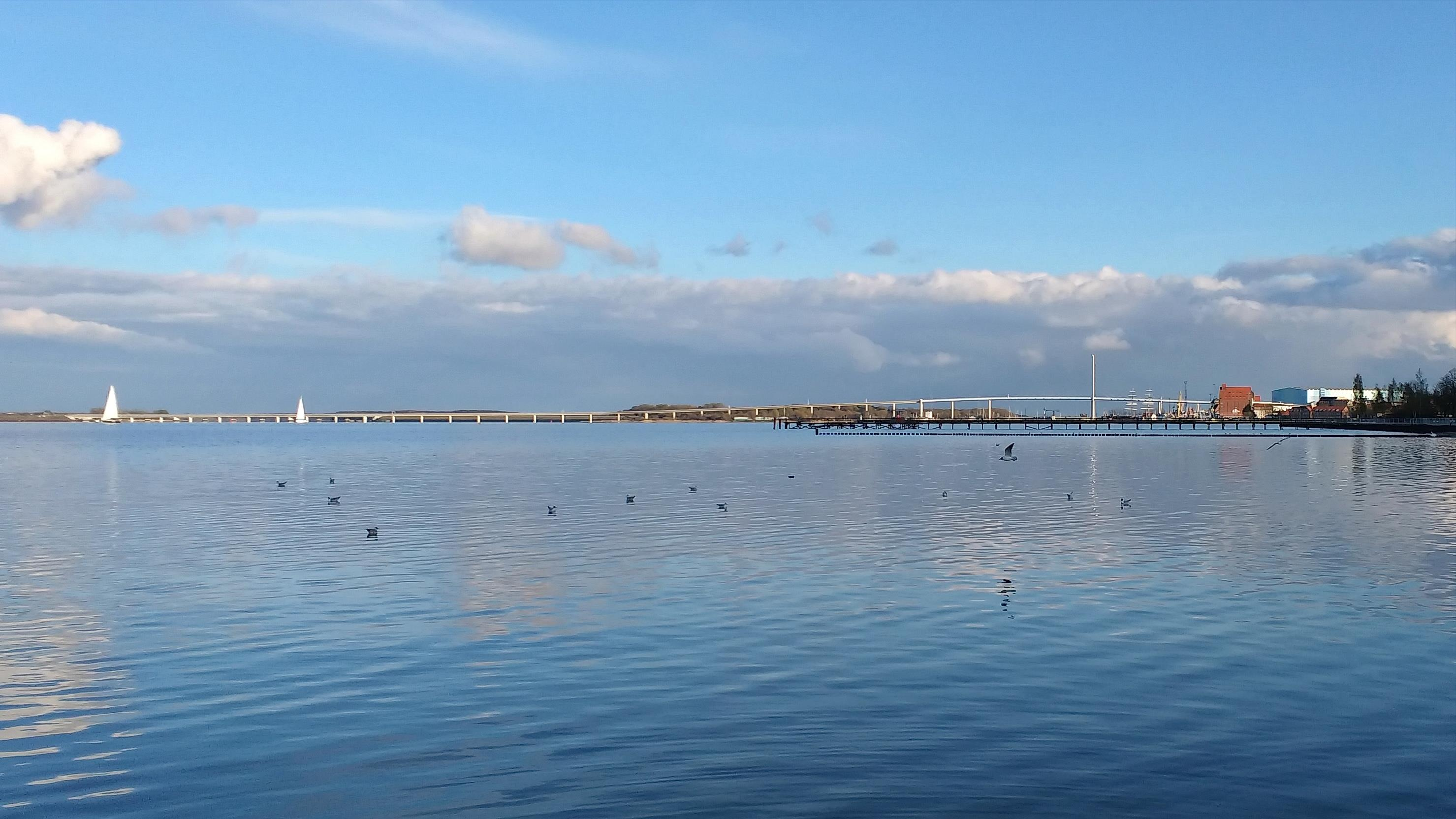
De Rügenbrücke over de Strelasund tussen Rügen en de stad Stralsund

## Plaatsen, gemeenten e.d. op Rügen
Rügen behoort tot de deelstaat Mecklenburg-Voor-Pommeren, en wel de Landkreis Vorpommern-Rügen.
Binnen deze Landkreis liggen talrijke Duitse gemeenten op Rügen, die bestuurlijk verschillende statussen hebben, en wel:
- Amtsfreie Gemeinden, doorgaans steden:
  - Binz
  - Putbus
  - Sassnitz
- Ämter; met BZ is de bestuurszetel van ieder Amt aangegeven:
  - Amt Bergen auf Rügen met de gemeentes:

1. Bergen auf Rügen, Stadt (BZ)
2. Buschvitz
3. Garz/Rügen, Stadt
4. Gustow
5. Lietzow
6. Parchtitz
7. Patzig
8. Poseritz
9. Ralswiek
10. Rappin
11. Sehlen

- - Amt Mönchgut-Granitz  met de gemeentes:

1. Baabe (BZ)
2. Göhren
3. Lancken-Granitz
4. Mönchgut
5. Sellin
6. Zirkow

- - Amt Nord-Rügen met de gemeentes:

1. Altenkirchen
2. Breege
3. Dranske
4. Glowe
5. Lohme
6. Putgarten
7. Sagard (BZ)
8. Wiek

- - Amt West-Rügen met de gemeentes:

1. Altefähr
2. Dreschvitz
3. Gingst
4. Insel Hiddensee
5. Kluis
6. Neuenkirchen
7. Rambin
8. Samtens (BZ)
9. Schaprode
10. Trent
11. Ummanz.

## Geschiedenis

### Prehistorie en Germaanse tijd

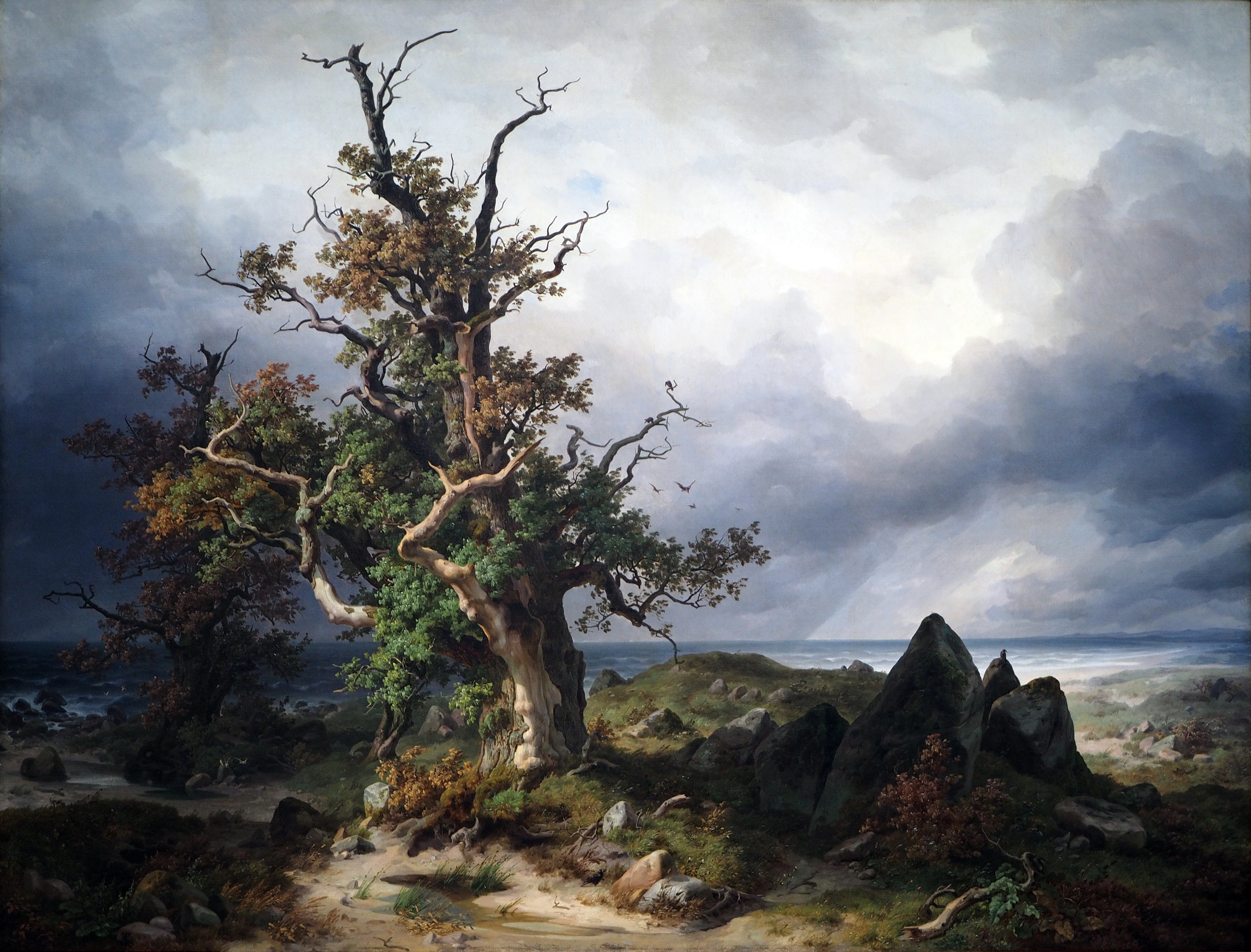
Hunebed op Rügen, Friedrich Preller de Oudere, 1843

Vondsten in de Bodden wijzen op bewoning sinds de Steentijd. Op geheel Rügen vindt men vele stenen monumenten, zoals megalithische graven (hunebed, bijvoorbeeld het hunebed bij Nobbin) en offerstenen, die tot op heden bewaard zijn gebleven. Ten tijde van het begin van onze jaartelling behoorden de bewoners van Rügen tot de Oost-Germaanse stam van de Rugiërs, die toen ongeveer het gebied van het latere Vorpommern bewoonden. Deze stam gaf het eiland zijn naam. In de tijd van de Grote Volksverhuizing trokken vele Rugiërs zuidwaarts en stichtten daar een Rijk in Pannonië.

### Slavische Ranen
Vanaf de 7e eeuw stichtten de Ranen (Rujanen) op Rügen en aan de omliggende kusten tussen de riviertjes Recknitz en Ryck een rijk, dat de geschiedenis van zowel het Oostzeegebied als ook van de omringende westelijke en zuidelijke streken op het vasteland voor de volgende eeuwen bepaalde. Zij waren een West-Slavisch volk dat een dialect van het Polabisch sprak. De basis van een sterke militaire positie werd gevormd door de Ranische vloot en de gunstige geografische ligging. Denemarken, dat in deze tijd in Brittannië en Scandinavië erg succesvol was, kon tot in de 12e eeuw geen vat krijgen op zijn Ranische concurrenten in het Oostzeegebied en ook zijn eigen kust niet beschermen tegen de Ranische militaire dreiging. In de driehoek Barth-Jasmund-Gristow werden talrijke burchten en tempels gebouwd. Tot ver buiten de grenzen van het Ranenrijk bekend was de aan de Slavische god Svantovit gewijde tempel in de Jaromarsburg op Kaap Arkona, die na de val van Rethra het hoofdheiligdom van alle heidense Noordwestelijke Slaven werd. Het wereldlijke centrum van het Ranenrijk was Charenza (waarschijnlijk gelegen op de plaats van de huidige burchtwal van Garz of Venz, gemeente Trent); de belangrijkste handelsplaats was Ralswiek op de zuidpunt van de Grote Jasmunder Bodden.

### Vorstendom onder Deense heerschappij
De Deense koning Waldemar I en zijn legeraanvoerder en raadsman bisschop Absalon van Roskilde verwoestten in 1168 de Svantovit-tempel in de burchtwal op Kaap Arkona en beëindigden daarmee zowel de territoriale als de religieuze zelfstandigheid van de Ranen. De Ranenvorst Jaromar I († 1218) werd vazal van de Deense koning en de eilandbewoners werden gekerstend. In 1184 probeerden de Pommeren, die daarvoor hun heerschappij tot in de omgeving van Gützkow en Demmin uitgebreid hadden, en daarmee de rechtstreekse buren van het nu Deense vorstendom Rügen waren, in opdracht van hun landheer, de Rooms-Duitse keizer, Rügen in te lijven. Ze werden echter op de Greifswalder Bodden verpletterend verslagen.
Onder Deense heerschappij veranderde het karakter van Rügen. Er werden Deense kloosters gesticht (bijvoorbeeld Bergen in 1193 en Hilda, nu Eldena, in 1199). Duitse kolonisten werden naar het land gehaald en vormden al snel het grootste en cultureel meest bepalende deel van de bevolking. De Wendische taal verdween en de Ranen pasten zich aan. Naast de vestiging van mensen op het platteland, de bouw van kloosters en kerken, werden ook steden gesticht. In 1234 stichtte de vorst van Rügen, Wizlaw I, de stad Stralsund en verleende in 1241 het marktrecht aan Greifswald. De macht van de steden groeide snel en dwong de Rügenvorsten tot concessies – zo werd de Barther vorstenburcht vernietigd, en werd Schadegast, de vorstelijke “tweeling” van het burgerlijke Stralsund, ten gunste van deze laatste stad  ontruimd.
In 1304 verwoestte de als Allerheiligenvloed van 1304  bekend staande overstroming het eiland en overspoelde de landtong tussen Mönchgut en Ruden.

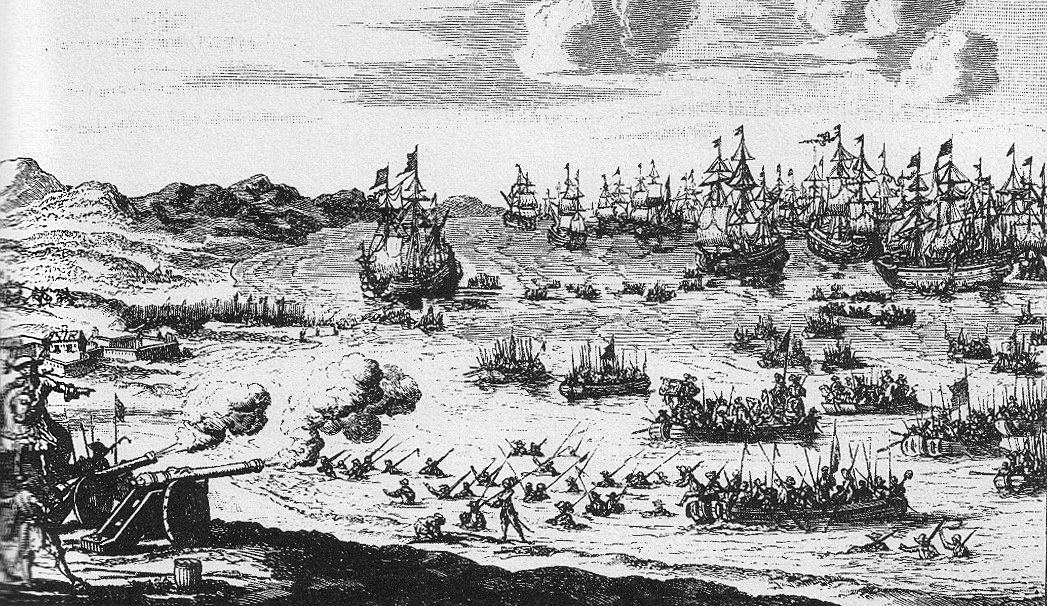
Invasie van Rügen door Brandenburg-Pruisen, 1678, ets van Jan Luyken

### Rügen als een deel van Pommeren

Kaart van Eilhardus Lubinus uit 1608

Na de dood van de laatste Slavische vorst Wizlaw III van Rügen in 1325 kwam het land als gevolg van het in 1321 gesloten erfverdrag bij Pommern-Wolgast en was een tijd lang het bezit van een zijtak (Barth), tot het in 1478 met Pommeren verenigd werd. Met dit land kwam het dan in 1648 door de Westfaalse Vrede bij Zweden (Zweeds-Pommeren). Het schiereiland Jasmund was na de Dertigjarige Oorlog eerst een tijd lang in het bezit van de Zweedse generaal Carl Gustaf Wrangel, daarna ging het naar de graaf De la Gardie en ten slotte naar Wilhelm Malte I van Putbus.
In de jaren 1678 en 1715 werd Rügen tijdelijk onttrokken aan Zweden door achtereenvolgens de keurvorst van Brandenburg Frederik Willem en de koning van Pruisen, Frederik Willem I. Op die manier veroverden een Brandenburgs-Pruisisch en een Deens leger het eiland bij de Schoonse Oorlog in 1678. Na de Vrede van Saint-Germain in 1679 ging het eiland weer van Deense in Zweedse handen over. Ten tijde van de napoleontische oorlogen was Rügen een knooppunt voor de smokkel van Engelse waren naar continentaal Europa. Op 16 juli 1807 (zie: Vierde Coalitieoorlog) werd het eiland bezet door een Engels expeditieleger onder leiding van Lord Cathcart, geholpen door 8000 Hannoveranen. In augustus van 1807 werd dit leger verdreven door de Fransen en werd Rügen tot 1813 door de Fransen bezet. Bij de Vrede van Kiel ging het eerst van Zweden naar Denemarken en kwam daarna door het Congres van Wenen in 1815 samen met Voor-Pommeren bij Pruisen.
Onder de dictatuur van nazi-Duitsland bouwde de organisatie Kraft durch Freude op Rügen het grote Seebad Prora. De werkzaamheden werden nooit voltooid. Het Seebad Prora ligt ten noorden van Binz en een deel van de gebouwen wordt gebruikt, onder andere als museum.

### DDR
Na de Tweede Wereldoorlog kwam Rügen bij de deelstaat Mecklenburg-Voor-Pommeren in de DDR. Na 1952 werd het eiland een deel van het district Rostock. Het eiland stond centraal in de beruchte "Aktion Rose" van de DDR-regering, waarbij alle hotels, taxi- en dienstverlenende bedrijven op 10 februari 1953 genationaliseerd werden. Aanleiding hiervoor was vermoedelijk een bezoek van Walter Ulbricht aan het eiland Rügen, waarbij hij zich ergerde aan de vele nog bestaande private hotels en pensions. Veel hoteleigenaars en kleine ondernemers werden onder het mom van witteboordencriminaliteit of spionage voor het Westen door snelrecht veroordeeld en opgesloten in een tuchthuis, zoals tuchthuis Bützow-Dreibergen. De hotels en pensions werden geconfisqueerd en officieel eigendom van de Freier Deutscher Gewerkschaftsbund (FDGB). De meeste hiervan werden daarna gebruikt als onderkomen voor de Kasernierte Volkspolizei (KVP). Door de confiscatie van de hotels stortte het buitenlandse toerisme op Rügen in 1953 bijna volledig in.
In de volgende veertig jaar was het eiland een van de belangrijkste toeristengebieden van de DDR, waarbij de FDGB een centrale rol speelde in de onderkomens voor toeristen. Nieuwe overnachtingscapaciteit werd pas in de jaren zeventig en tachtig van de 20e eeuw gecreëerd.

### Verenigd Duitsland
Rügen werd in 1990 onderdeel van de deelstaat Mecklenburg-Voor-Pommeren en hoort samen met de buureilanden Hiddensee en Ummanz tot de gelijknamige Landkreis Rügen. In 2011 ging dit bij een bestuurlijke herindeling op in de Landkreis Vorpommern-Rügen.

## Toerisme
Rügen is een belangrijke toeristenbestemming en het is in dat opzicht zijn tegenhanger Sylt in de Noordzee inmiddels voorbijgestreefd. Putbus was er in 1816 de eerste badplaats. Het eiland is voor een groot deel natuurgebied (drie natuurparken) en heeft behalve stranden ook hoge krijtrotsen, bijvoorbeeld de Königsstuhl (met in 2004 geopend bezoekerscentrum) op het schiereiland Jasmund, met Nationaal Park Jasmund. Ook het tot de Kreis Rügen behorende eiland Hiddensee is landschappelijk van grote waarde. Dit veel kleinere eiland inspireerde Brahms bij het schrijven van zijn eerste symfonie.
Hiddensee is feitelijk een strandwal, evenals de wel met Rügen vergroeide Bug, Schaabe en Schmale Heide. Deze strandwallen verbinden Rügen met Jasmund en Wittow. Tussen Rügen en de strandwallen liggen haffen, omvangrijke waterpartijen, die in dit gebied Bodden worden genoemd.
Het noordelijkste punt van Rügen is de Kaap Arkona op Wittow, tevens het noordelijkste punt van de vroegere DDR.
Rügen heeft evenals Sylt en het andere grote Oostzee-eiland Usedom een vaste oeververbinding: het eiland kan sinds 1936 via een brug over de Strelasund vanuit Stralsund worden bereikt. Ook zijn er veerdiensten op verschillende Duitse en Scandinavische havens. De lange-afstandsverbindingen over de Oostzee worden vanuit Sassnitz en Neu-Mukran, een havenwijk van die stad, onderhouden.
Ralswiek is jaarlijks, van eind juni tot begin september, het decor van een groot openluchttheater-festival, de Störtebeker-Festspiele. De uitgevoerde toneelstukken hebben vaak piraterij  als onderwerp, soms ook de legendarische piraat  Klaus Störtebeker. Vaak doen er enige van de bekendste acteurs van Duitsland aan mee.
Bij Gingst ligt het Rügenpark, een klein attractiepark.
Voor Rügen ligt het eilandje Beuchel.

## Verkeer en vervoer

### Autoverkeer
De belangrijkste verkeerswegen op Rügen zijn de Bundesstraße 96 naar Sassnitz; een zijweg van de B 96 is de Bundesstraße 196 naar Göhren.
Het autoverkeer tussen het vasteland en Rügen vond tot 2007 voornamelijk plaats via deze B 96, een tweestrooksweg op de Rügendamm, die tussen Stralsund en Altefähr over de Strelasund ligt. Op 31 augustus 2004 werd begonnen met een tweede verbinding over de Strelasund. Parallel aan de Rügendam werd een brug gebouwd met een lengte van 4,1 km en een doorvaarthoogte voor de scheepvaart van 42 m. De brug (Rügenbrücke) werd op 30 oktober 2007 geopend. Om de stad Stralsund te ontlasten werd een ringweg aangelegd rond de stad. Om het landschap te beschermen zijn de belangrijkste toeristische attracties, zoals Kap Arkona, de Königstuhl, het Jachtslot Granitz en het eiland Hiddensee, autovrij gehouden. Deze attracties kunnen bezocht worden met het openbaar vervoer of met voertuigen zonder verbrandingsmotor.

### Spoorwegen
Het spoorwegnetwerk van Rügen bestaat uit de volgende trajecten:
- Stralsund - (Rügendam) - Bergen - Sassnitz, zie: Spoorlijn Stralsund - Sassnitz
- Lietzow - Binz
- Bergen - Putbus - Lauterbach Mole
- de Rügische Bäderbahn (Rasender Roland): Lauterbach Mole - Putbus - Binz - Sellin - Göhren (Rügische Bäderbahn (smalspoor). Af en toe rijdt de beroemde stoomtrein Rasender Roland (Razende Roeland) op dit traject.

Vanaf de stations van Bergen, Göhren en Binz rijden, vooral in het toeristenseizoen, bussen naar vele andere plaatsen op Rügen.

### Scheepvaart
Er vaart een autoveerboot tussen het schiereiland Zudar op Rügen en Stahlbrode, een wijk van Sundhagen, op het vasteland, halfweg tussen Stralsund en Greifswald. De beide boten varen elk half uur tussen beide plaatsen.
Tussen het "vasteland" van Rügen en Wittow varen de Wittower Fähren (veerboten), eveneens een autoveerdienst. De haven van Sassnitz heeft veerverbindingen met Bornholm (Denemarken) en Ystad in Zweden. Het eiland Hiddensee is te bereiken via een veerdienst vanaf Schaprode op Rügen. Daarnaast zijn er ook veerdiensten vanuit Stralsund, Wiek en Breege naar Hiddensee. Er zijn toeristische bootverbindingen tussen Lauterbach en Gage en tussen Sassnitz, Binz, Sellin en Göhren. Vanuit Sassnitz of Lohme kunnen rondvaarten gemaakt worden naar de Königstuhl. Verder is er nog een verbinding vanuit de badplaatsen aan de kust van Rügen naar Peenemünde op Usedom, met aansluiting op de Usedomer Bäderbahn (UBB).

### Luchtvaart
Het vliegveld van Rügen (Flugplatz Rügen) ligt ongeveer 8 km zuidwestelijk van Bergen, bij het plaatsje Güttin, gemeente Dreschvitz. Het veld heeft ICAO-code EDCG en IATA-code GTI. Het ligt op 21 meter hoogte boven zeeniveau. Na de Duitse hereniging werden op dit voormalige landbouwvliegveld eerst rondvluchten over het eiland aangeboden. In mei 1993 werd de eerste start- en landingsbaan geasfalteerd; deze is 900 meter lang en 20 meter breed. Vanaf 1995 werden er ook chartervluchten uitgevoerd vanaf Berlijn, Hamburg en andere Europese steden; anno 2023 is het vliegveld geopend voor kleine vliegtuigen tot 5,7 ton gewicht en voor helikopters e.d..

## Bekende personen

### Geboren op Rügen
- Matthäus von Normann, jurist, van 1554 tot 1569 landvoogd van Rügen
- Ernst Moritz Arndt (1769–1860), schrijver en afgevaardigde in het Frankfurter Parlement
- Wilhelm Malte I, Vorst van Putbus (1783–1854), bestuurder van de regio, liet in de stad Putbus veel van de nu nog markante vroeg 19e-eeuwse gebouwen oprichten
- Theodor Billroth (1829–1894), een van de belangrijkste chirurgen van de 19e eeuw.
- Berthold Delbrück (1842–1922), taalkundige
- Franziska Tiburtius (1843–1927), arts en voorvechtster voor het recht voor vrouwen om academische studies te volgen
- Hans Langsdorff (1894–1939), marineofficier en kapitein

### Personen die van belang waren voor het eiland
- Gebhard Leberecht von Blücher, Vorst van Wahlstatt (1742–1819), Pruisische veldmaarschalk, bracht zijn jeugd door op Gut Venz (gem. Trent op Rügen)
- Caspar David Friedrich (1774–1850), schilder, verbleef vaak op Rügen en liet zich zeer inspireren door de krijtrotsen
- Gerhart Hauptmann (1862–1946), toneelschrijver, verbleef vaak op het eiland Hiddensee en ligt begraven op het kerkhof van Kloster op dit eiland.
- Ludwig Gotthard Kosegarten (1758–1818), evangelisch-luthers theoloog, pastor, professor en dichter, bekende pastor van de Pfarrkirche Altenkirchen op Rügen; bevriend met Caspar David Friedrich
- Maximilian Kaller (1880–1947), bisschop van Ermland in Oost-Pruisen, begon als pastoor van de rooms-katholieke St. Bonifatius-kerkgemeenschap te Bergen auf Rügen